# Црква Светог архангела Гаврила у Шљивови
Црква Светог архангела Гаврила у Шљивови, насељеном месту на територији општине Крупањ, припада Епархији шабачкој Српске православне цркве.
Црква посвећена Сабору светих Архангела Гаврила подигнута је у периоду од 2000. до 2004. године, на плацу који је поклонио земљорадник Раденко Ђурић са синовима Живком и Николом. Храм је освештао епископ шабачки Лаврентије на дан Преноса моштију светог Николе, 24. маја 2004. године.